# Jérusalem (personage)
Jérusalem is een hoofdpersonage uit de stripreeks Amoras. Het tweede album, Jérusalem, werd naar haar vernoemd. Jérusalem speelt ook een rol in De Kronieken van Amoras.
Professor Barabas en Tante Sidonia ontdekken het meisje in een ziekenhuis waar ook Jerom is opgenomen. Zowel Jerom als Jérusalem zijn in vegetatieve toestand. De doktoren vertellen dat Jérusalem lid was van een speciale eenheid, ze is goed getraind. Al eerder hebben de vrienden een foto van Jérusalem en Suske gezien. Deze foto stond op het nachtkastje van de geestzieke Marie, die beweerde dat het haar dochter was. 
Professor Barabas besluit het meisje te gebruiken in zijn missie om Suske en Wiske te redden van het eiland Amoras. Hij neemt het meisje onder valse voorwendselen mee naar het sanatorium waar Marie en Tante Sidonia werden verpleegd en maakt van haar een cyborg met bionische eigenschappen, enkele implantaten en artificiële intelligentie. Haar lippen zijn gemaakt om alle pijn, angst en frustratie van haar tegenstanders te ontdekken. Professor Barabas programmeert Jérusalem om Krimson te doden en daarna zal ze zichzelf uitschakelen en inslapen. Jérusalem wordt dan naar Amoras geflitst met de teletijdmachine.
Op het eiland blijkt dat Jérusalem erg wreed is en mensen zonder enige emotie kan doden. Krimson wil haar gebruiken om nageslacht te produceren en wil met het meisje gaan wonen op de maan als de aarde onleefbaar is geworden. Hij houdt haar gevangen en is verbaasd als hij ontdekt dat Jérusalem dit ook wel vrijwillig wil.

## Verhaallijn
In het verhaal Suske ontmoet ze als eerste Suske en doet alsof ze doof is. Ze zoent Suske en vertelt dat ze wees is. Ze rijdt met een wagen waarin Wiske is vastgebonden een ravijn in. Samen met Suske ziet ze dat er een graf voor Wiske wordt gegraven door mannen van Krimson. In het tweede verhaal ontdekt Suske dat Jérusalem niet doof is en dat haar ouders in de mijnen tewerkgesteld zijn. Hij ontdekt dat ze met opzet Wiske van het ravijn reed om hem aan haar kant te krijgen.
In Krimson ziet Suske voor het eerst haar lichtgevende rode ogen. Jérusalem maakt een selfie van zichzelf met Suske en hangt deze op een prikbord. Tante Sidonia ontdekt deze foto in hetzelfde verhaal bij Marie, die in hetzelfde sanatorium is opgenomen. In het verhaal neemt ze de energie van Flitter af. Krimson gebruikt een gas om Jérusalem te verdoven en geeft Achiel de opdracht om haar "te prepareren". 
Krimson wil in Lambik op huwelijksreis, maar hoort dan dat Jérusalem haar bewakers heeft gedood en is ontsnapt. Krimson vertelt Achiel dat Jérusalem het merkteken van het beest op zich draagt en daardoor in staat zal zijn rijkdommen te vergaren aan het einde der tijden. Lambik ontmoet Jérusalem, die hem meerdere keren zoent, en hoort dat zij Krimson wil doden. Ze probeert te voorkomen dat Lambik Wiske ontmoet, maar dit gebeurt toch. Door Lambik te beschuldigen van handtastelijkheden en geweld, drijft ze een wig tussen hem en Wiske en hij verlaat hen boos. 
Jérusalem zoent Wiske in Wiske en Wiske herinnert zich opeens wie Jérusalem is. Jérusalem vertelt dat Wiske te sterk is en dat het te veel energie kost om bij haar te blijven, ze springt in het water en Wiske blijft radeloos alleen achter. Achiel vertelt Jérusalem dat Krimson slechts een marionet is van de Academie en Jérusalem vraagt waarom hij zijn plek niet inneemt. Achiel ziet daar het nut niet van in en wordt dan gezoend door Jérusalem, die erg schrikt van de zoen en niet gelooft dat Achiel een butler is. Suske bezoekt Tante Sidonia in het sanatorium en ziet de foto van Jérusalem en zichzelf bij de vrouw in het bed naast Tante Sidonia. Wiske ziet Jérusalem en redt haar uit het brandende puin van de villa van Krimson. Wiske wil Krimson ombrengen, maar dan vertelt Jérusalem dat het niet Krimson is die ze moeten hebben. 
Lambik denkt in het verhaal Barabas dat ze Krimson in leven wil houden, zodat ze zichzelf niet hoeft uit te schakelen. Als zowel Suske, Wiske en Jerom in een afgrond zijn verdwenen, staart Jérusalem voor zich uit over de zee met Schanulleke in haar hand.

## De Kronieken van Amoras
In De Kronieken van Amoras wordt meer bekend over het verleden van Jérusalem. Ze was een blauwhelm in Pakistan en was getuige van een bomaanslag op een bus. Een kind werd gedwongen met een bomgordel in de bus te gaan zitten en ze doodt de vader van dit kind met een granaat. Jerom ziet haar op tv tijdens berichtgeving over de rechtszaak bij de tuchtcommissie. Hij vindt haar erg aantrekkelijk. 
Na deze rechtszaak krijgt ze een uitnodiging om naar Parijs te reizen. Allonso Troce wil Jérusalem gebruiken in zijn gevecht tegen de Apocalyps. Ze overleeft een aanslag op het Sheraton in Karachi en reist dan naar Parijs, waar ze door Diez wordt opgewacht. Beide dames ontsnappen aan een bomaanslag in de drukke straten en krijgen de opdracht om het verdwenen koffertje van Krimson te vinden. Suske en Wiske hebben dit koffertje gevonden en afgeleverd bij professor Barabas. Jérusalem krijgt het koffertje in handen en wil het afleveren bij Troce. Maar haar opdrachtgever wordt vermoord en het koffertje wordt afgeleverd bij Achiel.
Krimson gaat met zijn teletijdmachine naar 2050 en ziet Jérusalem uit het zwembad van zijn villa op Amoras klimmen. Hij wordt meteen verliefd en wil alles op alles zetten om zijn toekomstige vrouw te vinden.